# Phoenix (албум)
Phoenix је други студијски албум британске певачице Рите Оре. Албум је изашао 27. авхуста 2012. године од стране Atlantic Records. Рита је албум најавила за излазак у марту 2018.}}
 Док је у интервјуу за магазин Гламур најавила албум за излазак током јесени 2018.